# Dreamin' in a Casket
Albums de Hardcore Superstar
Hardcore Superstar
(2005) Beg For It
(2009)
Dreamin' in a Casket est le sixième album de Hardcore Superstar, sorti en 2007.

## Liste des titres
1. Need No Company - 5:21
2. Medicate Me - 3:30
3. Dreamin'in a Casket - 4:15
4. Silence For The Peacefully - 4:18
5. Sophisticated Ladies - 3:26
6. Wake Up Dead in a Garbagecan - 4:05
7. Spreadin' the News - 4:33
8. This Is for the Mentally Damaged - 3:43
9. Sensitive to the Light - 4:20
10. Lesson on Violence - 4:21
11. Sorry for the Shape I'm In - 3:36
12. No Resistance - 5:13